# 농암진적
농암진적(農巖眞蹟)은 대전광역시 유성구에 있는, 조선 숙종 때의 학자이며 문장가인 농암 김창협(1651∼1708) 선생이 쓴 학설과 시문 등을 모아서 분류한 4권의 친필본이다. 1989년 3월 18일 대전광역시의 유형문화재 제16호로 지정되었다.

## 개요
조선 숙종 때의 학자이며 문장가인 농암 김창협(1651∼1708) 선생이 쓴 학설과 시문 등을 모아서 분류한 4권의 친필본이다.
김창협은 효종 때 좌의정을 지낸 청음 김상헌의 증손이다. 효종 때 문과에 급제하여 중요한 벼슬을 두루 거쳤으나 영의정이었던 그의 아버지 김수항이 기사환국으로 진도에서 사약을 받고 죽자 벼슬을 버리고 숨어지내며 학문을 닦는 것에만 전념하였다. 문장과 글씨에 능했으며, 그가 죽은 후 나라에서는 ‘문간(文簡)’이라는 시호를 내렸다.
선생의 사상과 학문, 시 등이 기록되어 있으며, 『농암집』에 수록되지 않은 글이 정리되지 않은채 전해져 내려오는 원본이다. 모두 107폭을 장첩하여 모은 것으로, 화·수·목·금·토의 5행으로 분류하였으나, 「화」부분의 책은 다른 사람들의 서찰을 모은 것이며, 숙종 4년(1838)에 김성근이 적은 발문이 있다.
이 책은 문장가로서 그리고 탁월한 문학비평가로서 선생의 식견을 재인식할 수 있는 자료로써 그 자료사적 의미가 매우 크다.

## 참고 자료
- 농암진적 - 국가유산청 국가유산포털